# Relazioni bilaterali tra Lettonia e Russia
Con relazioni tra Lettonia e Russia (in lettone Krievijas—Latvijas attiecības; in russo Российско-латвийские отношения?, Rossijsko-latvijskie otnošenija) ai rapporti intrattenuti bilateralmente dal Paese baltico e dalla Federazione Russa. La Lettonia conta un'ambasciata a Mosca e due consolati generali a Pskov e San Pietroburgo. Anche la Russia ha un'ambasciata a Riga e due consolati generali, siti a Daugavpils e Liepāja.
Sia la Russia che la Lettonia sono membri delle Nazioni Unite, dell'OCSE e del Consiglio d'Europa. Le due nazioni si riconoscono in maniera reciproca dal 1991.

## Storia

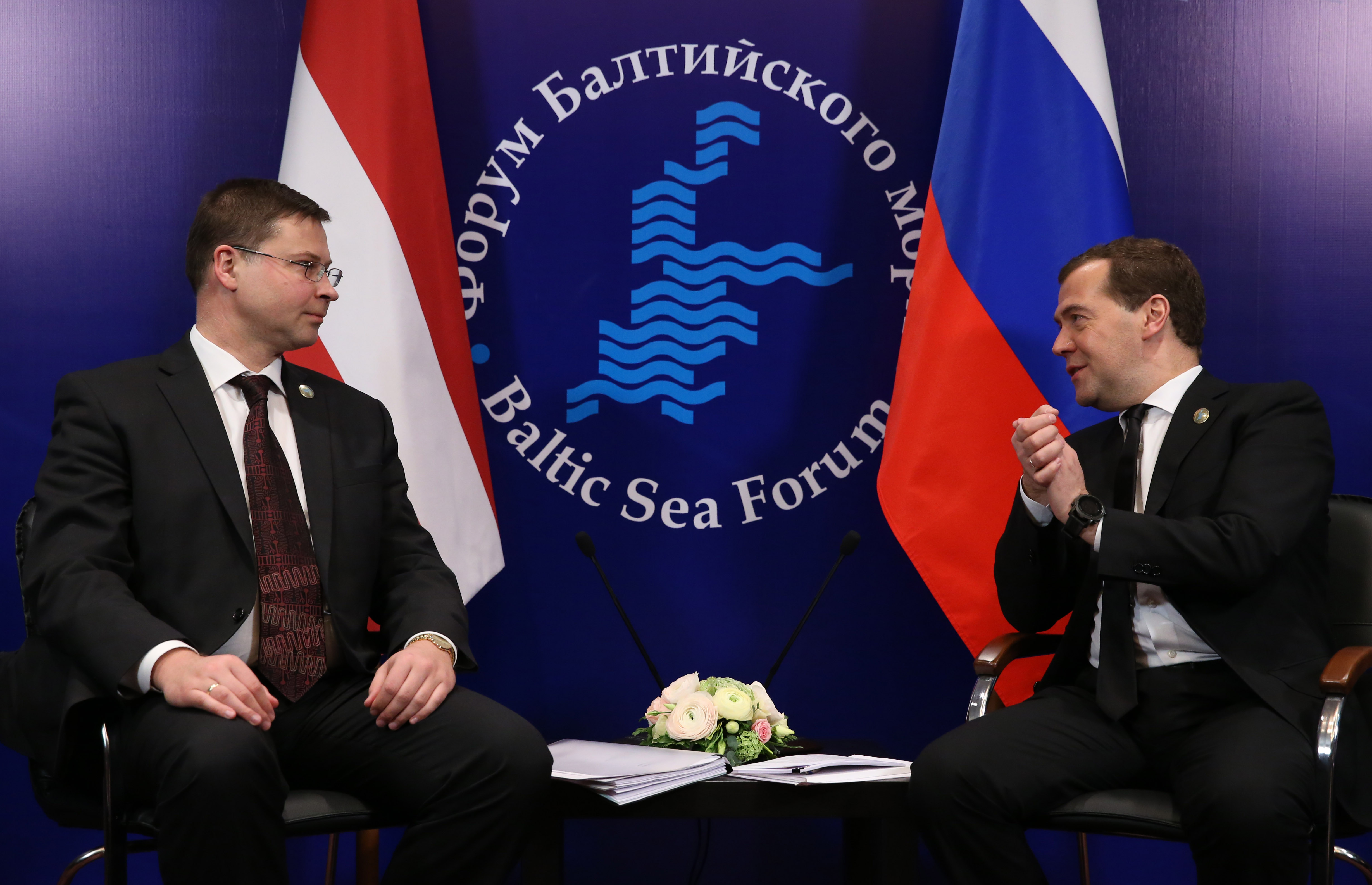
Un incontro tra i primi ministri di entrambi i paesi Valdis Dombrovskis e Dmitrij Medvedev durante il Forum del Mar Baltico 2013

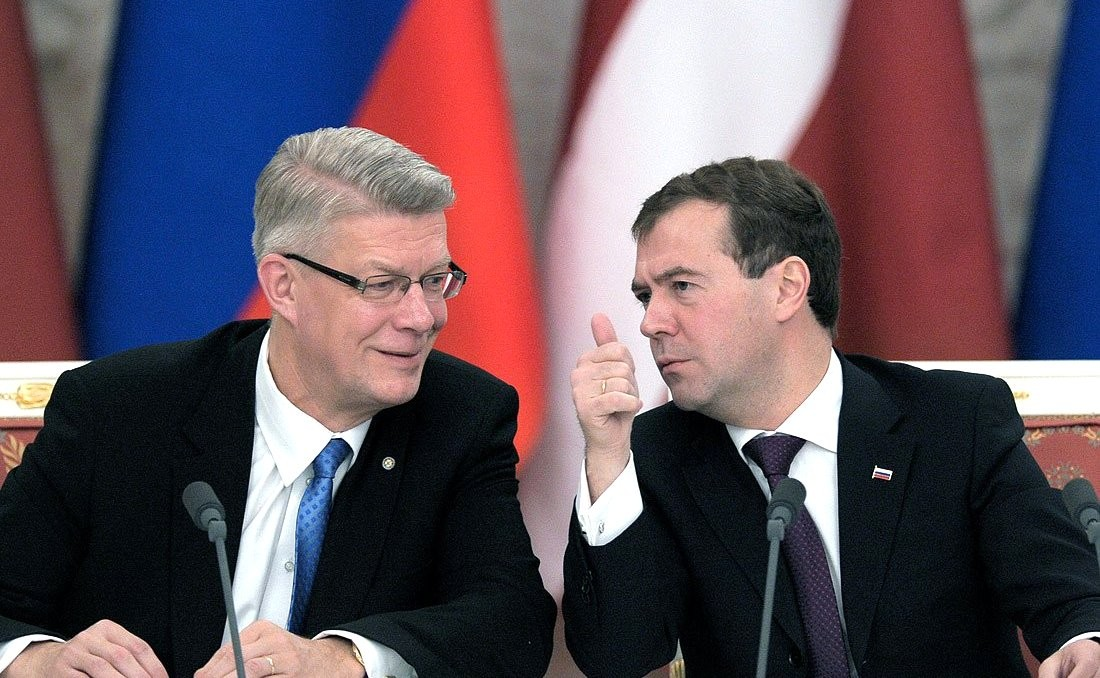
Il presidente lettone Valdis Zatlers con il presidente russo Dmitrj Medvedev in una cerimonia di firma durante la visita ufficiale nel 2010 in Russia

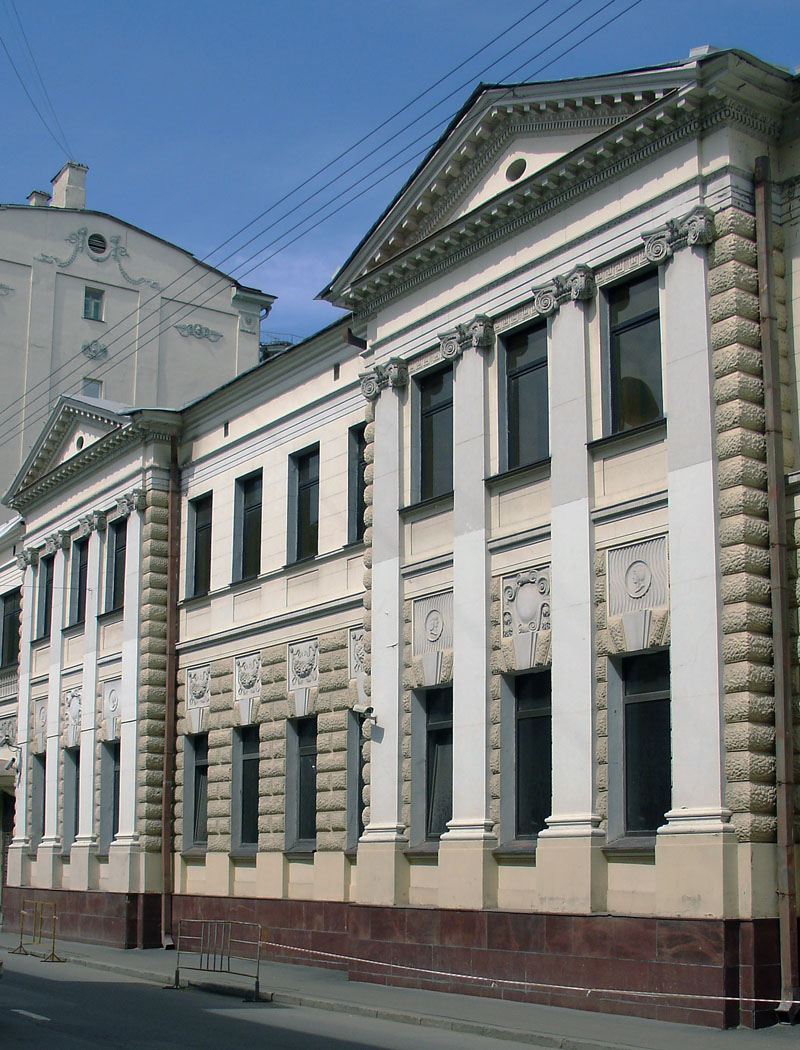
Ambasciata della Lettonia in via Čapljgin numero 3, Mosca

### 1920-1940
Tra il 1920 e il 1940 si tennero per la prima delle relazioni tra Russia e Lettonia in qualità dai due Stati indipendenti. L'11 agosto 1920, fu firmato un importante accordo di pace che prevedeva, all'articolo 14, l'instaurazione di contatti diplomatici e consolari tra le parti dal giorno della ratifica. Nel 1922, l'URSS successe la RSFS Russa nelle sue relazioni estere.
L'ambasciata lettone operò a Mosca dal 1920 al 1940: il primo rappresentante diplomatico della Lettonia nella Russia sovietica fu l'ambasciatore Jānis Vesmanis, nominato il 2 novembre 1920. Le rappresentanze consolari lettoni furono istituite durante il periodo della guerra civile (1919-1920) a Blagoveščensk e Murmansk. Gli incarichi diplomatici vennero svolti anche da rappresentanti del governo ad interim lettone: nella Russia settentrionale da Alfreds Ikners (presso Arcangelo), nella Russia meridionale da Kristaps Bahmanis (Kiev) e Rudolfs Liepins (Don e Kuban'). Dal giugno 1919 all'ottobre 1920, la Lettonia venne rappresentata anche in Siberia e negli Urali da Jānis Mazpolis (Vladivostok).

### Epoca sovietica

Bandiera della RSFS Russa (1954–1991)
Bandiera della RSS Lettone (1953–1990)

L'occupazione sovietica della Lettonia nel 1940, incluse le deportazioni nei gulag siberiani (deportazione di giugno), incrinò di molto le relazioni tra lettoni e russi. La Germania nazista occupò poi la Lettonia nel 1941 nel corso della seconda guerra mondiale, fino a quando l'URSS tornò ad avanzare verso est nel 1944, a cui seguirono ulteriori deportazioni qualche anno più tardi. Quando il conflitto globale stava volgendo ormai al termine, diversi soldati estoni, lettoni e tedeschi fuggirono in Svezia, ma molti vennero estradati.
In epoca sovietica, il numero di russi che si trasferirono in Lettonia aumentò di gran numero in un breve lasso di tempo, spesso rimpiazzando chi era stato trasferito coattivamente, giustiziato o fuggito all'estero. L'elevato afflusso dell'elemento straniero e la rimozione del lettone come lingua ufficiale causò un ulteriore deterioramento delle relazioni tra baltici e russi.

### Relazioni dal 1991
Nel 1991, la Lettonia riacquisì l'indipendenza dall'URSS in armonia con i risultati del referendum popolare del 1991. Nel 2007, si ratificò il trattato di confine tra i due stati: tale evento coincise con il ritiro da parte della Lettonia delle rivendicazionI territoriali relative ai distretti andati alla Russia nel 1944. Durante un discorso al Forum commerciale tra Lettonia e Russia a San Pietroburgo, il presidente Valdis Zatlers si è espresso a favore di un regime senza visti tra l'UE e la Federazione russa. In un'intervista al quotidiano lettone Segodnya, il presidente Andris Bērziņš ha affermato: "La verità è che la Russia è un nostro vicino e dobbiamo trovare Le modalità per sviluppare relazioni di buon vicinato tra i nostri due paesi, qualunque cosa accada". Il 13 dicembre 2018 il parlamento lettone ha adottato una dichiarazione che condanna le azioni aggressive compiute della Russia nell'incidente dello stretto di Kerč'.

#### Ritiro delle truppe russe e disattivazione di Skrunda-1
Dopo la dissoluzione dell'Unione Sovietica, la Federazione Russa preservò la sua presenza militare in Lettonia, ma la questione relativa al loro ritiro rimase in sospeso e fu ben presto affrontata: già nel 1992, la Russia accettò di avviare il processo di ritiro delle truppe, in particolare dalla ancora attiva stazione radar Skrunda-1. Tuttavia, a seguito di un accordo del 30 aprile 1994, la Lettonia consentì alla Russia di gestire il sito Skrunda-1 per altri quattro anni in cambio del completo ritiro delle truppe russe dal resto della nazione. La Russia aderì a tale intesa e trasferì gli uomini rimanenti dalla Lettonia nell'agosto 1994 (ad eccezione di quelle che avevano ricevuto il consenso a rimanere per altro tempo). Una delle torri della base Skrunda-1 fu demolita con il patrocinio degli Stati Uniti nel maggio 1995. Nell'agosto 1998, il sito sospese definitivamente le operazioni. La Russia alla fine smantellò le attrezzature e ritirò il personale militare ancora attivo rimanente l'anno successivo. Tali eventi hanno segnato la fine simbolica della presenza militare russa e della seconda guerra mondiale sul territorio della Lettonia.

#### Visite diplomatiche

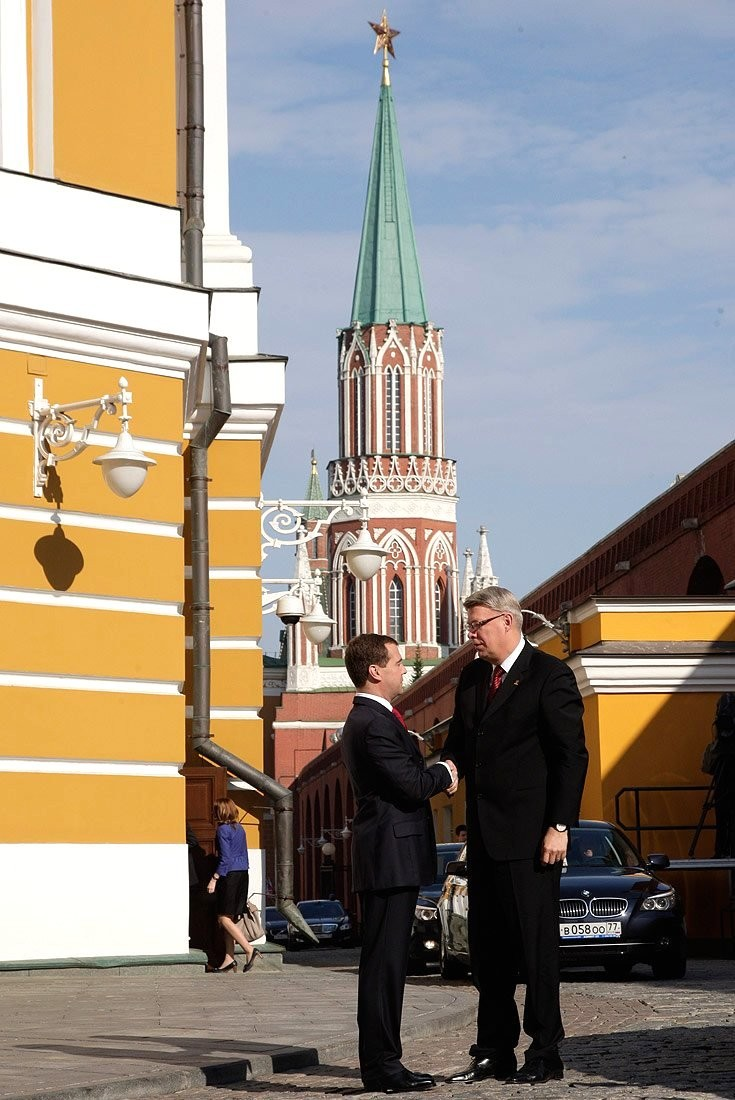
Zatler incontra Medvedev al Cremlino di Mosca nel maggio 2010

Il 9 maggio 2010, il presidente Valdis Zatlers partecipò alla parata della giornata della vittoria di Mosca nella Piazza Rossa, partecipando alle celebrazioni del 65º anniversario. Il presidente Vaira Vīķe-Freiberga aveva già preso parte all'evento del 60º anniversario nel 2005. Nel dicembre 2010, Zatlers effettuò la sua prima visita di stato a Mosca: nei quattro giorni che vi risiedette, intrattenne colloqui con il presidente russo Dmitrij Medvedev, così come il primo ministro Vladimir Putin, il sindaco di Mosca Jurij Lužkov e il patriarca Cirillo I. L'anno successivo, il capo di stato maggiore del Cremlino Sergei Narjškin si recò invece in Lettonia.
All'inizio del 2014, il presidente lettone Andris Bērziņš si è recato a Soči per presenziare la cerimonia di apertura delle Olimpiadi invernali 2014, dove ha intrattenuto una fugace conversazione durata cinque minuti con Putin.

## Controversie

### Critiche di presunta violazione dei diritti delle minoranze
La Russia ha spesso criticato la Lettonia per presunte discriminazioni nei confronti della minoranza di lingua russa e ha anche presentato una serie di denunce alla Corte europea dei diritti dell'uomo in qualità di soggetto terzo. Tra gli esempi che si possono citare, risultano i casi Slivenko, Kononov, Vikulov, Sisojeva e Vasilevskij.

### Accuse di spionaggio
Nell'aprile 2004 la Lettonia espulse il secondo segretario dell'ambasciata russa a Riga Pjotr Užumov, che avrebbe tentato di raccogliere informazioni sulle forze di difesa della Lettonia, per attività "incompatibili con il suo incarico diplomatico": la Russia rispose allontanando a sua volta il primo segretario dell'ambasciata lettone a Mosca.
Nel marzo 2018 per attività non in linea con i loro doveri e in solidarietà con quanto deciso dal Regno Unito in seguito all'avvelenamento di Sergei e Yulia Skripal, la Lettonia ritirò a un diplomatico russo di secondo grado all'interno dell'ambasciata russa a Riga la possibilità di risedere ancora nel Paese. La Russia, dal canto suo, ha eseguito un'operazione simile con un diplomatico lettone.
Alla fine di maggio 2018, un ex dipendente delle Ferrovie lettoni è stato condannato a 18 mesi di prigione e 60 ore di servizio alla comunità con l'accusa di spionaggio. L'uomo aveva filmato alcuni convogli che trasportavano attrezzature della NATO e aveva inviato i video a un contatto nell'oblast' di Kaliningrad in Russia. Nell'agosto 2018 un agricoltore del comune di Alūksne è stato condannato in via definitiva a una pena di tre anni per aver raccolto informazioni open source vicino al confine tra Lettonia e Russia su presunta richiesta delle autorità russe.

### Attacchi alla missione diplomatica
Nella notte del 30 maggio 2014, sono stati lanciati petardi e granate fumogene all'indirizzo del consolato generale lettone a San Pietroburgo da membri del partito di estrema sinistra l'Altra Russia, che hanno installato una bandiera dell'URSS sulla facciata dell'edificio, distribuito dei volantini e chiesto il rilascio del lettone simpatizzante del loro partito Beness Aijo. Soprannominato il Lenin nero, egli era stato arrestato per incitamento alla violenza contro il governo della Lettonia, nonché per aver avviato una campagna promozionale finalizzata a sopprimere l'indipendenza nazionale della Lettonia. Il 13 luglio 2015 il consolato lettone a San Pietroburgo è stato nuovamente assaltato da militanti dell'Altra Russia, i quali hanno ripetuto le operazioni compiute nel precedente anno: calmate le proteste, è stato arrestato un attivista poi accusato di "meschino teppismo".
La sera della Giornata della vittoria, il 9 maggio 2018, è avvenuto un nuovo lancio di oggetti verso gli edifici diplomatici lettoni a Mosca e due persone sono state ammanettate. Il giorno successivo, il Ministero degli affari esteri della Lettonia ha presentato una nota diplomatica alle autorità russe, chiedendo loro "di prendere tutte le misure precauzionali volte a prevenire tali attacchi, punire gli autori" e "assicurare la riparazione dei danni", sottolineando che "questo non è il primo caso in cui la sicurezza della missione diplomatica lettone in Russia è stata esposta a dei rischi per il personale".

## Accordi bilaterali
Sebbene alcuni accordi siano stati firmati di entrambe le nazioni, non tutti sono stati approvati dalle rispettive legislature e pertanto non risultano in vigore. Il seguente elenco è limitato agli accordi vigenti.
- Accordo tra il governo della Repubblica di Lettonia e il governo della Federazione russa sulla cooperazione nel settore della pesca, in vigore il 21 luglio 1992 (valido a tempo indeterminato)
- Accordo [...] sull'assistenza giudiziaria e le relazioni legali in materia civile, familiare e penale, in vigore il 28 marzo 1995 (a tempo indeterminato)
- Accordo [...] sul trasferimento delle persone condannate, in vigore il 10 giugno 1993 (a tempo indeterminato)
- Accordo [...] sulla regolamentazione del processo di reinsediamento e sulla protezione dei diritti dei reinsediati, in vigore il 2 giugno 1993 (prorogato due volte, ora a tempo indeterminato)
- Accordo sui posti di frontiera doganali, in vigore il 24 giugno 1993 (prorogato con protocollo successivo a tempo indeterminato)
- Accordo nel campo delle comunicazioni, in vigore il 2 giugno 1993 (a tempo indeterminato)
- Accordo sulle misure comuni finalizzate allo sfruttamento del gasdotto situato nel territorio della Repubblica di Lettonia, in vigore il 2 giugno 1993 (a tempo indeterminato)
- Accordo sullo status giuridico della stazione di localizzazione radio Skrunda durante quelle esistenza provvisoria e demontage, adottato il 30 aprile 1994 (terminato il 21 ottobre 1999)
- Accordo su termini, limiti di tempo, procedura di ritiro completo delle forze armate della Federazione Russa e relativo status giuridico durante il ritiro dal territorio della Lettonia, in vigore il 27 febbraio 1995 (a tempo indeterminato)
- Accordo sulla protezione sociale del personale militare in pensione della Federazione russa e dei suoi familiari, residente nel territorio della Lettonia, in vigore il 27 febbraio 1995 (a tempo indeterminato)
- Accordo sulle attività degli agenti di frontiera autorizzati, in vigore il 14 dicembre 1994 (a tempo indeterminato)
- Convenzione consolare in vigore il 18 maggio 1997 (a tempo indeterminato)
- Accordo sugli spostamenti reciproci dei cittadini, in vigore il 18 gennaio 1995 (a tempo indeterminato)
- Accordo sui principi di cooperazione e condizioni delle relazioni bilaterali nel settore dei trasporti, in vigore il 14 giugno 1995 (a tempo indeterminato)
- Accordo sui trasporti stradali internazionali, in vigore il 16 marzo 1996 (a tempo indeterminato)
- Accordo sul commercio marittimo, in vigore il 15 maggio 1995 (a tempo indeterminato)
- Accordo sulla cooperazione nel campo della difesa frontaliera, in vigore il 26 febbraio 1996 (a tempo indeterminato)